# Dragon Trainer (franchise)

Logo del franchise

Dragon Trainer (How to Train Your Dragon) è un media franchise prodotto dalla DreamWorks Animation che consiste in tre lungometraggi: Dragon Trainer (2010), Dragon Trainer 2 (2014) e Dragon Trainer - Il mondo nascosto (2019) e ispirato alla omonima serie di libri della scrittrice Cressida Cowell; comprende anche cinque cortometraggi: La leggenda del drago Rubaossa (2010), Il libro dei draghi (2011), Il dono della Furia Buia (2011), L'inizio delle corse dei draghi (2014) e Dragon Trainer - Rimpatriata (2019) e una serie televisiva in sei stagioni che segue gli eventi del primo film, Dragons, prodotta dal 2012 al 2018.
Nel 2025 il franchise si è arricchito con il primo film live-action della serie che ripercorre in maniera fedele il primo lungometraggio animato uscito nel 2010.
Il franchise segue le avventure di un giovane vichingo di nome Hiccup Horrendus Haddock III, figlio di Stoick l'Immenso, leader dell'isola vichinga di Berk. Sebbene inizialmente visto come goffo e sottopeso, diventa presto un coraggioso esperto di draghi e leader di un corpo di cavalieri di draghi.
Dean DeBlois, il regista della trilogia, ha descritto la sua storia come "la maggiore età di Hiccup", prendendo un arco di cinque anni tra il primo e il secondo film, mentre spiega nel terzo e ultimo film perché i draghi non esistono più.
Il franchise è stato acclamato sia dalla critica sia dal pubblico, con i suoi tre lungometraggi candidati all'Oscar come miglior film d'animazione, oltre alla candidatura del primo film all'Oscar come miglior colonna sonora originale.

## Film
| Film                               | Data di uscita   | Regia                       | Sceneggiatura                            | Produttori                            |
| Serie principale                   | Serie principale | Serie principale            | Serie principale                         | Serie principale                      |
| ---------------------------------- | ---------------- | --------------------------- | ---------------------------------------- | ------------------------------------- |
| Dragon Trainer                     | 26 marzo 2010    | Chris Sanders, Dean DeBlois | Chris Sanders, Dean DeBlois, Will Davies | Bonnie Arnold                         |
| Dragon Trainer 2                   | 13 giugno 2014   | Dean DeBlois                | Dean DeBlois                             | Bonnie Arnold                         |
| Dragon Trainer - Il mondo nascosto | 22 febbraio 2019 | Dean DeBlois                | Dean DeBlois                             | Bonnie Arnold, Bradford Lewis         |
| Serie live-action                  |                  |                             |                                          |                                       |
| Dragon Trainer                     | 13 giugno 2025   | Dean DeBlois                | Dean DeBlois                             | Dean DeBlois, Marc Platt, Adam Siegel |
| Dragon Trainer 2                   | 11 giugno 2027   | TBA                         | TBA                                      | TBA                                   |

### Serie principale

#### Dragon Trainer(2010)
Dragon Trainer (How to Train Your Dragon) il primo film della serie, è stato distribuito il 26 marzo 2010. È stato diretto da Dean DeBlois e Chris Sanders. Il film è ispirato al libro del 2003 dell'autrice britannica Cressida Cowell. Il film ha incassato 495 milioni di dollari in tutto il mondo ed è stato candidato per l'Oscar come miglior film d'animazione. La storia si svolge in un mitico mondo vichingo in cui un giovane adolescente vichingo di nome Hiccup aspira a seguire la tradizione della sua tribù di diventare un uccisore di draghi. Dopo aver finalmente catturato il suo primo drago, e con la possibilità di ottenere finalmente l'accettazione della tribù, scopre che non ha più il desiderio di uccidere il drago ma quello di fare amicizia con lui.

#### Dragon Trainer 2(2014)
Dragon Trainer 2 (How to Train Your Dragon 2) fu confermato il 27 aprile 2010. Il film è stato scritto e diretto da Dean DeBlois, il co-direttore del primo film. Anche Bonnie Arnold, la produttrice del primo film, è tornata, insieme a Chris Sanders, che ha co-diretto il primo film, solo i produttori esecutivi questa volta a causa del loro coinvolgimento con I Croods e il suo sequel fino a quando non è stato sospeso. Il film è stato distribuito il 13 giugno 2014. È stato annunciato che l'intero cast del primo film sarebbe tornato per il sequel. Il nuovo cast include Kit Harington come Eret, Cate Blanchett nei panni di Valka e Djimon Hounsou nei panni di Drago Bludvist. Anche John Powell, il compositore della colonna sonora del primo film, tornerà per il secondo e per il terzo film.
Ambientato cinque anni dopo gli eventi del primo film, Hiccup e Sdentato hanno unito con successo draghi e vichinghi. A 20 anni, Hiccup è costretto a prendere il ruolo di capo di suo padre. Quando scopre un gruppo di cacciatori di draghi guidato da Drago Bludvist, parte alla sua ricerca per trovarlo. Ma prima incontra uno sconosciuto mascherato di nome Valka, che si rivela essere sua madre presunta morta.

#### Dragon Trainer - Il mondo nascosto(2019)
Dragon Trainer - Il mondo nascosto (How to Train Your Dragon: The Hidden World) è uscito nel 2019. Nel dicembre 2010, l'amministratore delegato della DreamWorks Jeffrey Katzenberg ha confermato che ci sarebbe stato anche un terzo film della serie: "How To Train Your Dragon sarà di tre capitoli: forse di più, ma finora ci sono tre capitoli per questa storia." Dean DeBlois, scrittore e regista del secondo e terzo film, ha dichiarato che Dragon Trainer 2 è intenzionalmente progettato come il secondo atto della trilogia: "Ci sono alcuni personaggi e situazioni che entrano in gioco nel secondo film che diventeranno molto più cruciali nel terzo." DeBlois dichiarò in un'intervista che il terzo film doveva essere distribuito nel 2016. Sebbene la serie abbia intrapreso un percorso diverso nel raccontare una storia di Hiccup e Sdentato, Cressida Cowell ha rivelato che la trilogia e la serie di libri avranno finali simili (con una spiegazione del "perché i draghi non esistono più").
La data di distribuzione è stata ritardata più volte. A settembre 2012, la 20th Century Fox e DreamWorks Animation hanno annunciato che la data di uscita sarebbe stata per il 18 giugno 2016, che è stata successivamente rimandata per il 17 giugno 2016. A settembre 2014, la data di uscita del film è stata spostata al 9 giugno 2017. DeBlois ha spiegato il perché del cambio di data di uscita: "È solo che questi film impiegano almeno tre anni, penso che fosse un po' ambizioso dire il 2016. Sapendo che ci vogliono tre anni da questo momento, dal delineare e scrivere la sceneggiatura fino alla finale l'illuminazione di esso, è solo un processo di costruzione di modelli e di test e animazione, l'intera cosa si aggiunge a circa tre anni."
Nel gennaio 2015, la data di distribuzione è stata rinviata al 29 giugno 2018 in seguito alla ristrutturazione aziendale, massicci licenziamenti e per massimizzare il "talento e le risorse creative dell'azienda, ridurre i costi e generare redditività". Il 18 giugno 2016, la data di distribuzione  è stata spostata fino al 18 maggio 2018, rilevando la data di uscita del film della Warner Animation Group, The LEGO Movie 2 - Una nuova avventura. Il 5 dicembre 2016, la data di distribuzione è stata nuovamente respinta al 1º marzo 2019. Questo sarà anche il primo film d'animazione DreamWorks distribuito da Universal Pictures, la cui casa madre NBCUniversal ha acquistato la DreamWorks Animation nel 2016, e dalla fine del loro accordo di distribuzione con 20th Century Fox. Nel settembre 2018 la data viene anticipata al 22 febbraio 2019.
Il film è prodotto da Bonnie Arnold e co-prodotto da Dean DeBlois e Chris Sanders. Nel 2012, è stato annunciato che Jay Baruchel, Gerard Butler, Craig Ferguson, America Ferrera, Jonah Hill, Christopher Mintz-Plasse e Kristen Wiig sarebbero tornati nel terzo e ultimo film. Cate Blanchett riprende il suo ruolo come Valka rispettivamente dal secondo film. Nel novembre 2017, è stato annunciato che Kit Harington riprenderà il ruolo di Eret dal secondo film, e F. Murray Abraham si è unito al cast come antagonista principale del film, e Justin Ripple sostituisce T. J. Miller come Testaditufo. Il 17 aprile 2018, la DreamWorks ha confermato che il titolo del sequel è cambiato in Dragon Trainer - Il mondo nascosto (How to Train Your Dragon: The Hidden World). Nel giugno 2018, viene pubblicato il primo poster e il primo trailer del terzo film.

### Serie live-action

#### Dragon Trainer(2025)
Dragon Trainer (How to Train Your Dragon) in uscita il 13 giugno 2025 è il primo live-action della serie e ripercorre fedelmente la storia del lungometraggio animato del 2010, che diede vita alla saga cinematografica.
Distribuito dalla Universal Pictures, vedrà tornare alla regia Dean DeBlois, che si occuperà anche di sceneggiatura e montaggio; nei panni dei protagonisti Mason Thames (Hiccup Horrendus Haddock III), Gerard Butler (Stoick l'Immenso, al quale lo stesso attore aveva già prestato la voce in originale) e Nico Parker (Astrid Hofferson).

#### Dragon Trainer 2(2027)
Il 2 aprile 2025 è stato confermato al CinemaCon che era in sviluppo un remake in live-action tratto dal secondo film, con l'uscita prevista per l'11 giugno 2027.

## Serie televisive
Tre serie televisive compongono il franchise DreamWorks Dragons: Dragons, Rescue Riders (Squadra di salvataggio) e The Nine Realms (I nove regni), per un totale di 223 episodi lungo 22 stagioni di serie televisiva.
| Serie                               | Stagione | Sottotitolo       | Sottotitolo             | Episodi | Rilascio     | Rilascio        | Rete            |
| Serie                               | Stagione | Originale         | Italiano                | Episodi | Prima TV USA | Prima TV Italia | Rete            |
| ----------------------------------- | -------- | ----------------- | ----------------------- | ------- | ------------ | --------------- | --------------- |
| DreamWorks Dragons                  | 1        | Riders of Berk    | I cavalieri di Berk     | 20      | 2012-2013    | 2013            | Cartoon Network |
| DreamWorks Dragons                  | 2        | Defenders of Berk | I paladini di Berk      | 20      | 2013-2014    | 2014            | Cartoon Network |
| DreamWorks Dragons                  | 3        | Race to the Edge  | Oltre i confini di Berk | 13      | 2015         | 2016            | Netflix         |
| DreamWorks Dragons                  | 4        | Race to the Edge  | Oltre i confini di Berk | 13      | 2016         | 2016            | Netflix         |
| DreamWorks Dragons                  | 5        | Race to the Edge  | Oltre i confini di Berk | 13      | 2016         | 2017            | Netflix         |
| DreamWorks Dragons                  | 6        | Race to the Edge  | Oltre i confini di Berk | 13      | 2017         | 2017            | Netflix         |
| DreamWorks Dragons                  | 7        | Race to the Edge  | Oltre i confini di Berk | 13      | 2017         | 2018            | Netflix         |
| DreamWorks Dragons                  | 8        | Race to the Edge  | Oltre i confini di Berk | 13      | 2018         | 2019            | Netflix         |
| DreamWorks Dragons: Rescue Riders   | 1        | Rescue Riders     | -                       | 14      | 2019         | 2019            | Netflix         |
| DreamWorks Dragons: Rescue Riders   | 2        | Rescue Riders     | -                       | 12      | 2020         | 2020            | Netflix         |
| DreamWorks Dragons: Rescue Riders   | Speciali | Rescue Riders     | -                       | 3       | 2020         | 2020            | Netflix         |
| DreamWorks Dragons: Rescue Riders   | 4        | Heroes of the Sky | -                       | 6       | 2021         | -               | Peacock         |
| DreamWorks Dragons: Rescue Riders   | 5        | Heroes of the Sky | -                       | 6       | 2022         | -               | Peacock         |
| DreamWorks Dragons: Rescue Riders   | 6        | Heroes of the Sky | -                       | 6       | 2022         | -               | Peacock         |
| DreamWorks Dragons: Rescue Riders   | 7        | Heroes of the Sky | -                       | 6       | 2022         | -               | Peacock         |
| DreamWorks Dragons: The Nine Realms | 1        | The Nine Realms   | -                       | 6       | 2021         |                 | Peacock / Hulu  |
| DreamWorks Dragons: The Nine Realms | 2        | The Nine Realms   | -                       | 7       | 2022         |                 | Peacock / Hulu  |
| DreamWorks Dragons: The Nine Realms | 3        | The Nine Realms   | -                       | 7       | 2022         |                 | Peacock / Hulu  |
| DreamWorks Dragons: The Nine Realms | 4        | The Nine Realms   | -                       | 6       | 2022         |                 | Peacock / Hulu  |
| DreamWorks Dragons: The Nine Realms | 5        | The Nine Realms   | -                       | 6       | 2023         |                 | Peacock / Hulu  |
| DreamWorks Dragons: The Nine Realms | 6        | The Nine Realms   | -                       | 7       | 2023         |                 | Peacock / Hulu  |
| DreamWorks Dragons: The Nine Realms | 7        | The Nine Realms   | -                       | 7       | 2023         |                 | Peacock / Hulu  |
| DreamWorks Dragons: The Nine Realms | 8        | The Nine Realms   | -                       | 6       | 2023         |                 | Peacock / Hulu  |

### Dragons(2012-2018)
Il 12 ottobre 2010, venne annunciato che Cartoon Network aveva acquistato i diritti di trasmissione in tutto il mondo per una serie animata basata sul film Dragon Trainer. Nel gennaio 2011, il produttore Tim Johnson ha confermato che i lavori sulla serie TV erano iniziati e che, a differenza degli spin-off delle serie TV dei film Madagascar, Kung Fu Panda e Mostri contro alieni, la serie DreamWorks Dragons sarebbe stata molto più profonda e oscura, come il film. Questa serie TV è la prima serie TV d'animazione della DreamWorks ad andare in onda su Cartoon Network al posto di Nickelodeon, a differenza delle serie TV precedenti come I pinguini di Madagascar, Tutti pazzi per Re Julien, Kung Fu Panda - Mitiche avventure e Mostri contro alieni.
Sebbene sia stato annunciato che la serie doveva intitolarsi Dragons: The Series, le promozioni TV mostrate nel giugno 2012 hanno rivelato il nuovo titolo Dragons: I cavalieri di Berk. La serie ha iniziato la messa in onda nel 2012. John Sanford, il regista di sette episodi nella prima stagione, ha confermato che ci sarebbe stata anche una seconda stagione. Jay Baruchel, che ha doppiato Hiccup, protagonista della serie, così come America Ferrera (Astrid), Christopher Mintz-Plasse (Gambedipesce), e T. J. Miller (Testaditufo). La seconda stagione è intitolata Dragons: I paladini di Berk, che sostituisce il precedente sottotitoli di Dragons: I cavalieri di Berk. La serie TV è stata rinnovata in altre sei stagioni che vennero pubblicate su Netflix con il titolo Dragons: Oltre i confini di Berk. La serie TV Dragons consiste in un totale di 8 stagioni.

## Cortometraggi

### La leggenda del drago Rubaossa
La leggenda del drago Rubaossa (Legend of the Boneknapper Dragon) è un cortometraggio di 17 minuti sequel del lungometraggio Dragon Trainer. Il corto è stato originariamente trasmesso in televisione il 14 ottobre 2010 su Cartoon Network e distribuito il giorno successivo come film speciale nel Blu-ray e formato a doppio disco per il DVD del primo film.
Il cortometraggio segue Hiccup e i suoi giovani compagni che accompagnano il loro mentore, Skaracchio, in una missione per uccidere il leggendario drago Rubaossa. Verso la metà il cortometraggio viene eseguito in animazione tradizionale, mostrando la storia di Skaracchio e i suoi incontri con il Rubaossa, e alla fine il cortometraggio torna all'animazione in 3D.

### Il libro dei draghi
Il libro dei draghi (Book of Dragons) è un cortometraggio di 18 minuti, basato sul film Dragon Trainer, ed è stato distribuito il 15 novembre 2011, in DVD e Blu-ray, insieme al cortometraggio Il dono della Furia Buia.
Il cortometraggio presenta Hiccup, Astrid, Sdentato e Skaracchio che raccontano la leggenda del Libro dei Draghi e rivelano i segreti sull'addestramento di esperti su nuovi draghi mai visti prima. Il cortometraggio mostra un totale di 14 diverse specie di draghi, ciascuno diviso in 7 classi: Stoker (Terribile Terrore, Incubo Orrendo), Boulder (Gronkio, Morte Sussurrante), Fear (Orripilante Bizippo, Snaptrapper), Sharp (Uncinato Mortale, Tagliaboschi), Tidal (Scalderone, Tamburo Furente), Mystery (Cambia-ala, Rubaossa) e Strike (Skrill, Furia Buia).

### Il dono del drago
Dragons: Il dono del drago (Gift of the Night Fury) è uno speciale di Natale da 22 minuti di Dragon Trainer, diretto da Tom Owens. È stato distribuito il 15 novembre 2011 su DVD e Blu-ray, insieme al cortometraggio Il libro dei draghi. È conosciuto anche come Dragons - Il dono del Furia Buia.
Il cortometraggio si svolge nel bel mezzo della preparazione per le vacanze invernali vichinghe, lo "Snoggletog", quando improvvisamente tutti i draghi inspiegabilmente si dirigono verso una migrazione di massa, ad eccezione di Sdentato, quindi Hiccup gli dà qualcosa per aiutarlo.

### L'inizio delle corse dei draghi
Un cortometraggio della durata di 25 minuti, intitolato Dragons - L'inizio delle corse dei draghi (Dawn of the Dragon Racers), è stato pubblicato l'11 novembre 2014 sul DVD e Blu-ray di Dragon Trainer 2. È stato distribuito su DVD separatamente il 3 marzo 2015 includendo anche Il libro dei draghi e La leggenda del drago Rubaossa. È stato diretto da John Sanford e Elaine Bogan e presenta le voci di Jay Baruchel e America Ferrera insieme al cast della serie televisiva. Si tratta di una caccia per una pecora smarrita che si trasforma in una competizione tra Hiccup e i suoi amici per il primo titolo di campione delle corse dei draghi di Berk.
Nell'edizione italiana viene confermato tutto il cast dei film e della serie con la sola importante sostituzione di Letizia Scifoni con Chiara Gioncardi per il personaggio di Astrid, i motivi di questa sostituzione sono ignoti. Il mediometraggio è stato trasmesso in prima visione televisiva il 29 novembre 2014 in orario preserale su Italia 1, al termine della prima settimana di messa in vendita dell'edizione home-video di Dragon Trainer 2.

### Rimpatriata
È uno speciale di Natale di 22 minuti ambientato 10 anni dopo che i draghi hanno lasciato i vichinghi in Dragon Trainer - Il mondo nascosto, ma all'interno dell'epilogo del film. I figli di Hiccup e Astrid credono che i draghi siano mostri pericolosi dopo aver trovato i diari di Stoick, portando Hiccup e Astrid a pianificare un modo per riportare indietro la tradizione draghi-vichinghi di Snoggletog per convincerli del contrario. Nel frattempo, i tre cuccioli di Sdentato e della Furia Chiara arrivano al villaggio in cerca di Hiccup. Negli USA, lo speciale è andato in onda su NBC e uscito in DVD il 3 dicembre 2019.
In Italia, lo speciale è stato trasmesso su K2, canale 41 del digitale terrestre, alle ore 20:00 il 23 dicembre 2019.

## Cronologia
Questa è una cronologia degli eventi canonici avvenuti nella serie:
- Dragon Trainer (2010)
  - Dragon Trainer (2025)
- La leggenda del drago Rubaossa (2010)
- Il libro dei draghi (2011)
- Dragons - Il dono del drago (2011)
- Dragons (2012-2018)
- Dragons - L'inizio delle corse dei draghi (2014)
- Dragon Trainer 2 (2014)
- Dragon Trainer - Il mondo nascosto (2019)
- Dragon Trainer - Rimpatriata (2019)

## Fumetti
Una serie di fumetti, intitolati Dragons: Riders of Berk, è stata pubblicata da Titan Comics, a partire dal primo volume, Dragon Down, il 30 aprile 2014. I fumetti sono stati scritti da Simon Furman e disegnati da Iwan Nazif. Altri volumi sono Dangers of the Deep (2014), The Ice Castle (2015), The Stowaway (2015), The Legend of Ragnarok (2015), e Underworld (2015). Tutti inediti in Italia.
La Dark Horse Comics ha pubblicato una serie di fumetti basati sul franchise, a partire da How to Train Your Dragon: The Serpent's Heir pubblicato nel 2016. La serie sarà co-scritta da Dean DeBlois, sceneggiatore e regista della serie cinematografica, e Richard Hamilton, sceneggiatore di Dragons: Oltre i confini di Berk, con lo scenografo di Dragon Trainer 2, Pierre-Olivier Vincent, che fornisce la copertina. La serie è ambientata tra il secondo e il terzo film, con il primo volume che riprende subito dopo la conclusione del secondo film. Anche questa serie è inedita in Italia.

## Videogiochi
- Un videogioco d'azione e d'avventura, distribuito da Activision intitolato Dragon Trainer è stato distribuito per le console Wii, Xbox 360, PS3 e Nintendo DS. È liberamente basato sul film ed è stato distribuito il 23 marzo 2010.
- Il videogioco DreamWorks Super Star Kartz è stato distribuito da Activision il 15 novembre 2011, per PlayStation 3, Xbox 360, Nintendo Wii, Nintendo DS e Nintendo 3DS. Il gioco presenta 14 diversi personaggi dei film d'animazione DreamWorks: Dragon Trainer, Madagascar, Shrek e Mostri contro alieni.
- Dragons: TapDragonDrop, un video-gioco mobile, sviluppato da PikPok, è stato distribuito il 3 maggio 2012 su App Store per iPhone, iPad e iPod Touch.
- Dragons: Wild Skies, un video-gioco 3D basato sulla serie televisiva DreamWorks Dragons è stato lanciato il 27 agosto 2012 su CartoonNetwork.co. Il gioco consente ai giocatori di trovare, addestrare e cavalcare draghi selvaggi, inclusi quelli nuovi che vengono introdotti nella serie televisiva.
- School of Dragons, un gioco di ruolo online multiplayer educativo prodotto da JumpStart, è stato distribuito online nel luglio 2013, dopo un mese di test beta. Una versione di Facebook è stata distribuita nell'ottobre 2013, seguita da un'app per iPad nel dicembre 2013 e una versione per tablet Android-powered a marzo 2014. Nel gioco, ogni giocatore è in grado di adottare, addestrare e addestrare un drago, mentre impara come funzionano.
- Dragons Adventure, un gioco di realtà aumentata, è stato distribuito a novembre 2013, in esclusiva per Nokia Lumia 2520.
- Dragons: L'ascesa di Berk (Dragons: Rise of Berk), è un gioco gratuito che consente ai giocatori di costruire la propria Berk, mandare Hiccup e Sdentato in esplorazione, fare schiudere le uova di più di 30 specie di draghi e addestrarli all'accademia. Sviluppato da Ludia, è stato distribuito a maggio 2014 per iOS, e il 20 giugno 2014 per Android e Facebook.
- Dragon Trainer 2, un gioco di azione e avventura, è stato distribuito a giugno 2014 per Xbox 360, Nintendo 3DS, Wii, Wii U e PlayStation 3. Il gioco è stato pubblicato da Little Orbit.
- Dragons: L'Alba Dei Nuovi Cavalieri Di Draghi, un gioco di azione e avventura, è stato distribuito il 1º Febbraio 2019 per Nintendo Switch, PlayStation 4 e Xbox One. Il gioco è stato pubblicato da Outright Games.

## Teatro
Una produzione in stile Broadway chiamata How To Train Your Dragon ON ICE (lett. Dragon Trainer SUL GHIACCIO) è attualmente su Royal Caribbean's Allure of the Seas.
How to Train Your Dragon Live Spectacular è uno spettacolo teatrale d'adattamento del film Dragon Trainer. Lo spettacolo è stato realizzato in collaborazione con Global Creatures, la compagnia dietro a un altro spettacolo teatrale intitolato Walking with Dinosaurs - The Arena Spectacular e diretto da Nigel Jamieson. La colonna sonora è sempre composta da John Powell e Jónsi di Sigur Rós. Lo spettacolo presenta 24 draghi animatronici - 10 diverse specie in varie dimensioni: Uncinato Mortale, Gronkio, Incubo Orrendo, Furia Buia (Sdentato), Morte Rossa, Skrill, Pungirapido, Sputacchio, Orripilante Bizippo e Mordi Uova. Presenta anche abitanti di Berk e vichinghi, tra cui Hiccup (Rarmian Newton/Riley Miner), Astrid (Sarah McCreanor/Gemma Nguyen), Stoick (Robert Morgan) e Skaracchio (Will Watkins).
Lo spettacolo è stato presentato per la prima volta come How To Train Your Dragon Arena Spectacular il 3 marzo 2012, a Melbourne, in Australia, ed è stato seguito da un tour neozelandese ad aprile 2012. Col nuovo titolo How to Train Your Dragon Live Spectacular, è stato in tournée negli Stati Uniti e in Canada tra giugno 2012 e gennaio 2013, quando è stato annullato a favore dello spettacolo in Cina, dove è stato presentato per la prima volta a luglio 2014.

## Accoglienza

### Incassi
Con più di 2,2 miliardi di dollari di guadagno, Dragon Trainer è al 14º posto tra i franchise d'animazione con più incassi di sempre.
| Film                              | Data di distribuzione USA | Incassi      | Incassi        | Incassi      | Classifica   | Classifica   | Budget       | Note          |
| Film                              | Data di distribuzione USA | USA          | Internazionale | Mondiale     | Nord America | Mondiale     | Budget       | Note          |
| Film animati                      | Film animati              | Film animati | Film animati   | Film animati | Film animati | Film animati | Film animati | Film animati  |
| --------------------------------- | ------------------------- | ------------ | -------------- | ------------ | ------------ | ------------ | ------------ | ------------- |
| Dragon Trainer                    | 26 marzo 2010             | $217581231   | $277298240     | $494879860   | 210          | 263          | $165000      | [ 8 ] [ 9 ]   |
| Dragon Trainer 2                  | 13 giugno 2014            | $177002924   | $444534595     | $621537519   | 321          | 189          | $145000      | [ 10 ] [ 11 ] |
| Dragon Trainer: Il mondo nascosto | 22 febbraio 2019          | $160945505   | $379042054     | $539987993   | 391          | 238          | $129000      | [ 12 ] [ 13 ] |
| Film live-action                  |                           |              |                |              |              |              |              |               |
| Dragon Trainer                    | 12 giugno 2025            | $262078145   | $364305000     | $626383145   | 145          | 184          | $150000      | [ 14 ] [ 15 ] |
| Totale                            | Totale                    | $817607805   | $1465179889    | $2282788517  |              |              | $589000      |               |

### Critica
| Film                              | Rotten Tomatoes      | Metacritic         | CinemaScore  |
| Film animati                      | Film animati         | Film animati       | Film animati |
| --------------------------------- | -------------------- | ------------------ | ------------ |
| Dragon Trainer                    | 99% (210 recensioni) | 75 (37 recensioni) | A            |
| Dragon Trainer 2                  | 92% (186 recensioni) | 77 (48 recensioni) | A            |
| Dragon Trainer: Il mondo nascosto | 90% (272 recensioni) | 71 (42 recensioni) | A            |
| Film live-action                  |                      |                    |              |
| Dragon Trainer                    | 76% (250 recensioni) | 61 (43 recensioni) |              |

## Premi e riconoscimenti
| Categorie                        | Dragon Trainer (2010) | Dragon Trainer 2 (2014) | Dragon Trainer: Il mondo nascosto (2019) |
| Academy Awards                   | Academy Awards        | Academy Awards          | Academy Awards                           |
| -------------------------------- | --------------------- | ----------------------- | ---------------------------------------- |
| Miglior film d'animazione        | Candidato             | Candidato               | Candidato                                |
| Miglior colonna sonora originale | Candidato             |                         |                                          |
| Golden Globe                     |                       |                         |                                          |
| Miglior film d'animazione        | Candidato             | Vinto                   | Candidato                                |

## Personaggi e doppiatori
| Personaggi                   | Film                     | Film                     | Film                               | Cortometraggi                  | Cortometraggi            | Cortometraggi            | Cortometraggi                   | Serie televisiva                                                  |
| Personaggi                   | Dragon Trainer           | Dragon Trainer 2         | Dragon Trainer - Il mondo nascosto | La leggenda del drago Rubaossa | Il libro dei draghi      | Il dono del drago        | L'inizio delle corse dei draghi | Dragons                                                           |
| Personaggi                   | 2010                     | 2014                     | 2019                               | 2010                           | 2011                     | 2011                     | 2014                            | 2012–2018                                                         |
| ---------------------------- | ------------------------ | ------------------------ | ---------------------------------- | ------------------------------ | ------------------------ | ------------------------ | ------------------------------- | ----------------------------------------------------------------- |
| Hiccup Horrendus Haddock III | Jay Baruchel             | Jay Baruchel             | Jay Baruchel                       | Jay Baruchel                   | Jay Baruchel             | Jay Baruchel             | Jay Baruchel                    | Jay Baruchel                                                      |
| Stoick l'Immenso             | Gerard Butler            | Gerard Butler            | Gerard Butler                      | Gerard Butler                  | Gerard Butler            | Gerard Butler            | Nolan North                     | Nolan North                                                       |
| Skaracchio                   | Craig Ferguson           | Craig Ferguson           | Craig Ferguson                     | Craig Ferguson                 | Craig Ferguson           | Craig Ferguson           | Chris Edgerly                   | Chris Edgerly                                                     |
| Astrid Hofferson             | America Ferrera          | America Ferrera          | America Ferrera                    | America Ferrera                | America Ferrera          | America Ferrera          | America Ferrera                 | America Ferrera                                                   |
| Moccicoso Jorgensen          | Jonah Hill               | Jonah Hill               | Jonah Hill                         | Jonah Hill                     | Jonah Hill               | Jonah Hill               | Zack Pearlman                   | Zack Pearlman                                                     |
| Gambedipesce Ingerman        | Christopher Mintz-Plasse | Christopher Mintz-Plasse | Christopher Mintz-Plasse           | Christopher Mintz-Plasse       | Christopher Mintz-Plasse | Christopher Mintz-Plasse | Christopher Mintz-Plasse        | Christopher Mintz-Plasse                                          |
| Testaditufo Thorston         | T. J. Miller             | T. J. Miller             | T. J. Miller                       | T. J. Miller                   | T. J. Miller             | T. J. Miller             | T. J. Miller                    | T. J. Miller                                                      |
| Testabruta Thorston          | Kristen Wiig             | Kristen Wiig             | Kristen Wiig                       | Kristen Wiig                   | Kristen Wiig             | Kristen Wiig             | Andree Vermeulen                | Julie Marcus (stagione 1) Andree Vermeulen (resto delle stagioni) |
| Stizzabifolco Jorgenson      | David Tennant            | David Tennant            | David Tennant                      | David Tennant                  | David Tennant            | David Tennant            | David Tennant                   | David Tennant                                                     |
| Valka                        |                          | Cate Blanchett           | Cate Blanchett                     |                                |                          |                          |                                 | Comparsa                                                          |
| Drago Bludvist               |                          | Djimon Hounsou           |                                    |                                |                          |                          |                                 | Djimon Hounsou                                                    |
| Eret                         |                          | Kit Harington            | Kit Harington                      |                                |                          |                          |                                 |                                                                   |
| Grimmel                      |                          |                          | F. Murray Abraham                  |                                |                          |                          |                                 |                                                                   |
| Alvin il Traditore           |                          |                          |                                    |                                |                          |                          |                                 | Mark Hamill                                                       |
| Dagur lo Squilibrato         |                          |                          |                                    |                                |                          |                          |                                 | David Faustino                                                    |
| Gustav Larson                |                          |                          |                                    |                                |                          |                          |                                 | Lucas Grabeel                                                     |
| Mildew                       |                          |                          |                                    |                                |                          |                          |                                 | Stephen Root                                                      |
| Savage                       |                          |                          |                                    |                                |                          |                          |                                 | Paul Rugg                                                         |
| Mulch                        |                          |                          |                                    |                                |                          |                          |                                 | Tim Conway                                                        |
| Heather                      |                          |                          |                                    |                                |                          |                          |                                 | Mae Whitman                                                       |
| Mala                         |                          |                          |                                    |                                |                          |                          |                                 | Adelaide Kane                                                     |
| Throk                        |                          |                          |                                    |                                |                          |                          |                                 | James Arnold Taylor                                               |
| Atali                        |                          |                          |                                    |                                |                          |                          |                                 | Rose McIver                                                       |
| Ryker Facciatruce            |                          |                          |                                    |                                |                          |                          |                                 | JB Blanc                                                          |
| Viggo Facciatruce            |                          |                          |                                    |                                |                          |                          |                                 | Alfred Molina                                                     |
| Johann                       |                          |                          |                                    |                                |                          |                          |                                 | Michael Goldstrom                                                 |
| Krogan                       |                          |                          |                                    |                                |                          |                          |                                 | Hakeem Kae-Kazim                                                  |

## Creatori
| Ruolo        | Film animati                           | Film animati     | Film animati                       | Film live-action                    |
| Ruolo        | Dragon Trainer                         | Dragon Trainer 2 | Dragon Trainer - Il mondo nascosto | Dragon Trainer                      |
| Ruolo        | 2010                                   | 2014             | 2019                               | 2025                                |
| ------------ | -------------------------------------- | ---------------- | ---------------------------------- | ----------------------------------- |
| Regista/i    | Chris Sanders Dean DeBlois             | Dean DeBlois     | Dean DeBlois                       | Dean DeBlois                        |
| Produttore/i | Bonnie Arnold                          | Bonnie Arnold    | Bonnie Arnold Brad Lewis           | Marc Platt Dean DeBlois Adam Siegel |
| Scrittore/i  | Will Davies Chris Sanders Dean DeBlois | Dean DeBlois     | Dean DeBlois                       | Dean DeBlois                        |
| Compositore  | John Powell                            | John Powell      | John Powell                        | John Powell                         |
| Editore/i    | Darren T. Holmes Maryann Brandon       | John K. Carr     | John K. Carr                       | Dean DeBlois                        |